# Karangsembung (Songgom)
Karangsembung is een bestuurslaag in het regentschap Brebes van de provincie Midden-Java, Indonesië. Karangsembung telt 6280 inwoners (volkstelling 2010).